# Leache
Leache – gmina w Hiszpanii, w Nawarze, o powierzchni 14,63 km². W 2011 roku gmina liczyła 57 mieszkańców.